# Hans Rausing-professuren i vetenskapshistoria
Hans Rausing-professuren i vetenskapshistoria är en donationsprofessur vid Uppsala universitet och en av flera lärostolar i detta ämne donerade av vetenskapshistorikern Lisbet Rausing och uppkallade efter hennes far, industrimannen Hans Rausing. Genom en donation om 30 miljoner kronor kunde Tore Frängsmyrs tidigare forskningsrådsprofessur i vetenskapshistoria 2002 permanentas vid universitetet, där den är placerad vid Avdelningen för vetenskapshistoria inom Institutionen för idé- och lärdomshistoria. H. Otto Sibum innehar sedan 2006 Rausing-professuren.
Förutom professuren, har även ett seminarierum vid institutionen givits namn efter Hans Rausing, och en årlig Hans Rausing-föreläsning hålls varje år den 8 december av en särskilt inbjuden internationellt framstående vetenskapshistoriker.

## Rausing-föreläsningar
- 2002 Sheldon Rothblatt: "The University as Utopia" (publicerad som: The University as Utopia: The Hans Rausing Lecture 2002, Salvia småskrifter 3, Uppsala, 2003, ISBN 91-506-1699-4)
- 2003 William R. Shea: "Galileo in Rome", 8 december 2003.
- 2004 Janet Browne: "Science and celebrity : commemorating Charles Darwin" (publicerad som Science and celebrity : commemorating Charles Darwin, Salvia småskrifter 5, Uppsala, 2005, ISBN 91-506-1805-9)
- 2005 John L. Heilbron, "Coming to Terms with the Scientific Revolution". The Hans Rausing Lecture 2005. (2006)
- 2007 M. Norton Wise, "Aesthetics of Art and Science: Hermann Helmholtz and the Frog-Drawing Machine"
- 2008 Simon Schaffer: "The Information Order of Isaac Newton’s Principia Mathematica"
- 2009 Evelyn Fox Keller: "Self-Organization, Self-Assembly, and the Inherent Activity of Matter"
- 2010 Lorraine Daston: "The Rise of Scientific Observation in Early Modern Europe"
- 2011 Steven Shapin: "Changing Tastes: How Things Tasted in the Early Modern Period and How They Taste Now"
- 2012 Kapil Raj: "Bringing the World into the History of Science"
- 2013 Peter Dear: "Laminates of Time: Darwin, Classification, and Selection"
- 2014 Peter Galison: "Wastewilderness"
- 2015 Angela N. H. Creager: “‘EAT. DIE.’ The Domestication of Carcinogens in the 1980s”
- 2016 Gianna Pomata: "Epistemic Genres Across Cultures: Recipes and the Exchange of Medical Knowledge between Early Modern China and Europe"
- 2017 Karine Chemla: "The Motley Practices of Generality in Various Epistemological Cultures"
- 2018 Ken Alder: "The Forensic Self: Proving Identity from the Counter-Reformation to the Dreyfus Affair"
- 2019 Bruno Latour: "Moving Earths" (A Lecture-Performance)

Andra Hans-Rausing-professurer i vetenskapshistoria finns vid Imperial College, London (numera vid King's College London) och vid Universitetet i Cambridge. Den förra innehas av David Edgerton och den senare av Hasok Chang. Dessa båda lärostolar kunde inrättas efter donationer om 2 miljoner pund vardera.